# フィールドシート

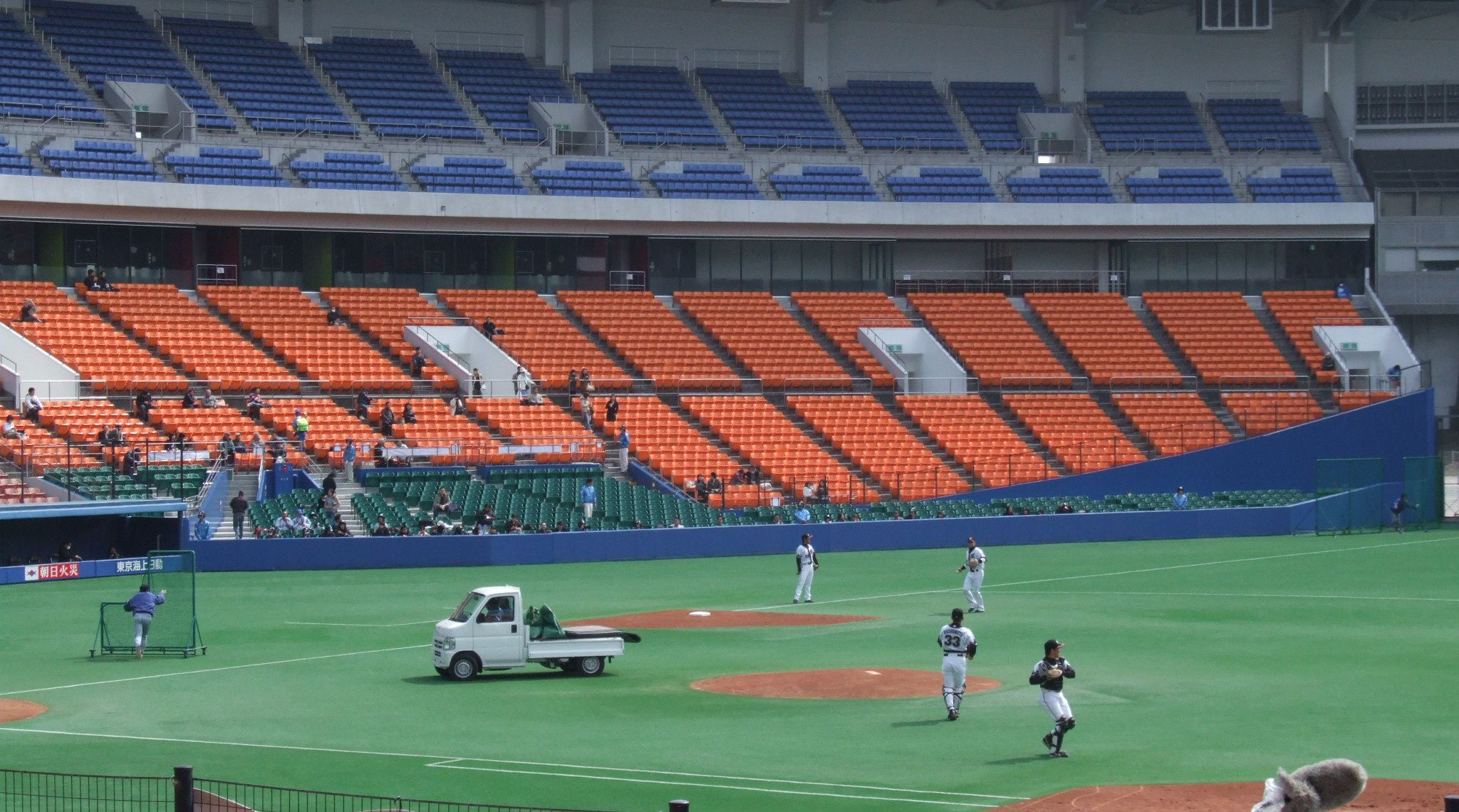
千葉マリンスタジアムのフィールドウイングシート(緑色の席)

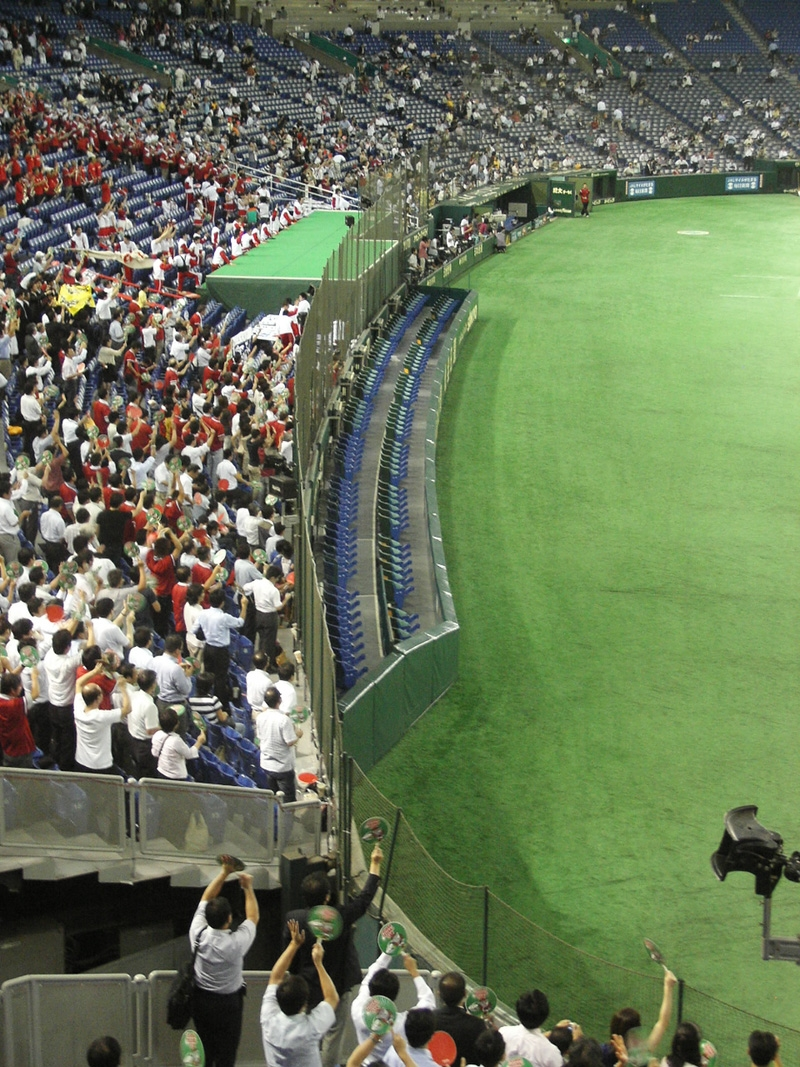
東京ドーム球場（2008年仕様。撮影した当時は黒獅子旗・都市対抗野球選手権大会の期間であり、フィールドシートは開放されていない）

フィールドシートは、野球場において、高さがグラウンドレベルに近く、かつ、最前線（ファウルゾーン）までせり出している観客席のこと。内野席に設置されることが多く、選手のプレーを目前で見渡すことのできる特等席である。

## 概要
アメリカ・メジャーリーグ（MLB）の野球場はファウルゾーンが狭く、また、スタンドが低くせり出す形状になっていることが一般的であり、せり出していない球場でも、スタンドの高さがグラウンドレベルに近いことに加え、防球ネットがない場合も多い。内野手、特に一・三塁手がボールを追いかける時にはその選手がその席に突進するなど、迫力あるプレーを楽しむことができるといわれている。
一方、日本の野球場は東京ドーム、阪神甲子園球場、ナゴヤドーム、横浜スタジアムなど、一部の球場を除けば内野スタンドが高い位置に設計されていることがほとんどであり、これらの球場も含め高い防球ネットが張られていることが一般的であることも含めて、迫力を削いでいるという指摘が相次いでいた（横浜スタジアムは2005年〈平成17年〉にネットを撤去した後、2018〈平成30年〉に再び設置している）。これを踏まえる形で日本でも近年グラウンドレベルのシートを設置するケースが増えており（後述）、既存の球場に関してはプレーヤーズベンチ横から外野にかけて、もともとファウルゾーンだった場所に増設される場合が多い。また「フィールドシート＝防球ネットがない」と理解されていることもあるが、防球ネットが設置されている球場もあるなど定義は曖昧であり、基本的には球場の自称である。
防球ネットのないフィールドシートでは他に打球を防ぐものが無く危険なため、グローブやヘルメットを貸し出すところ、そしてその着用を義務付けているところが多いが、実際には守られていない場合が多々見受けられる。

## 日本のフィールドシート
日本では2003年（平成15年）、ヤフーBBスタジアム（現・ほっともっとフィールド神戸）で初めて採用。ファウルゾーンにあった控え投手用のブルペンを外野寄りに移動し、ベンチに隣接する形で防球ネットなしのフィールドシートが設置された。ただし万が一のためとして各座席に上下可動式の透明アクリル製防球板が設けられた。当初防球板の取り付け予定はなかったものの、球場内で起きた事故は球団の責任となることを受け、急遽設置されることとなった。観客席の設置にあたっては、ゼネコン出身の元球団職員で一級建築士である田中浩一が設計・施工に参加した。「フィールドシート」の名もこの時田中が考案したもので、現在では他球場でも使用されているが、独自に命名している球場や、命名権による名称を使用している球場も多い。
その後、プロ野球（NPB）の本拠地球場では2005年（平成17年）に東京ドームとクリネックススタジアム宮城（現・楽天モバイルパーク宮城）、2006年（平成18年）に千葉マリンスタジアム（現・ZOZOマリンスタジアム）と福岡ヤフオク!ドーム（現・福岡PayPayドーム）、2008年（平成20年）に阪神甲子園球場、2009年（平成21年）に札幌ドームと西武ドーム（現・ベルーナドーム）、MAZDA Zoom-Zoom スタジアム広島（ただしフィールドレベルより低い「砂かぶり席」として）、2010年（平成22年）に京セラドーム大阪、2013年（平成25年）に横浜スタジアム、2016年（平成28年）にナゴヤドームが相次いで設置したほか、2023年（令和5年）に開場したエスコンフィールドHOKKAIDOも導入しており、NPBの専用球場（本拠地）でフィールドシートが設置されていないのは明治神宮野球場のみとなっている。
また、二軍球場では、2016年（平成28年）に開場した福岡ソフトバンクホークス二軍の本拠地であるタマホームスタジアム筑後に設置されている。
なお、甲子園球場に関しては、1936年（昭和11年）の外野スタンド改築に際して内野スタンド・アルプススタンドをグラウンド側へ増築したことで、スタンドの最前列がグラウンドレベルとなり、この時点で既にフィールドシートのような状態になっていたが、2008年 - 2010年の大改修に伴ってさらにグラウンド側へ増築すると共に「フィールドシート」の名称を用いたことにより、正式にフィールドシートが導入されることとなった。
千葉や宮城など、アマチュアならびに二軍の試合でもフィールドシートを解放する球場もあるが、東京・福岡・札幌・大阪の各ドーム球場はアマチュア野球の大会開催時は基本的に使用しておらず、アメリカンフットボールや格闘技、コンサートの会場として使用するときは客席や舞台設置など会場設営の支障をきたすために撤去されることもある。特に、札幌と大阪は隣接する可動スタンドの移動に伴って頻繁に撤去されるため、アマチュア野球の試合では設置されていないままの場合もある。
地方球場でも、静岡県草薙総合運動場硬式野球場、四国コカ・コーラボトリングスタジアム丸亀等、近年開場した球場や改装した球場にはフィールドシートが設置されることも珍しくなくなっている。しかし、既存のスタンドに取って付けたような型式である場合が多く、アメリカの野球場のように他のシートと完全に一体となって設計されているのは三次きんさいスタジアムくらいである。

## 野球場以外

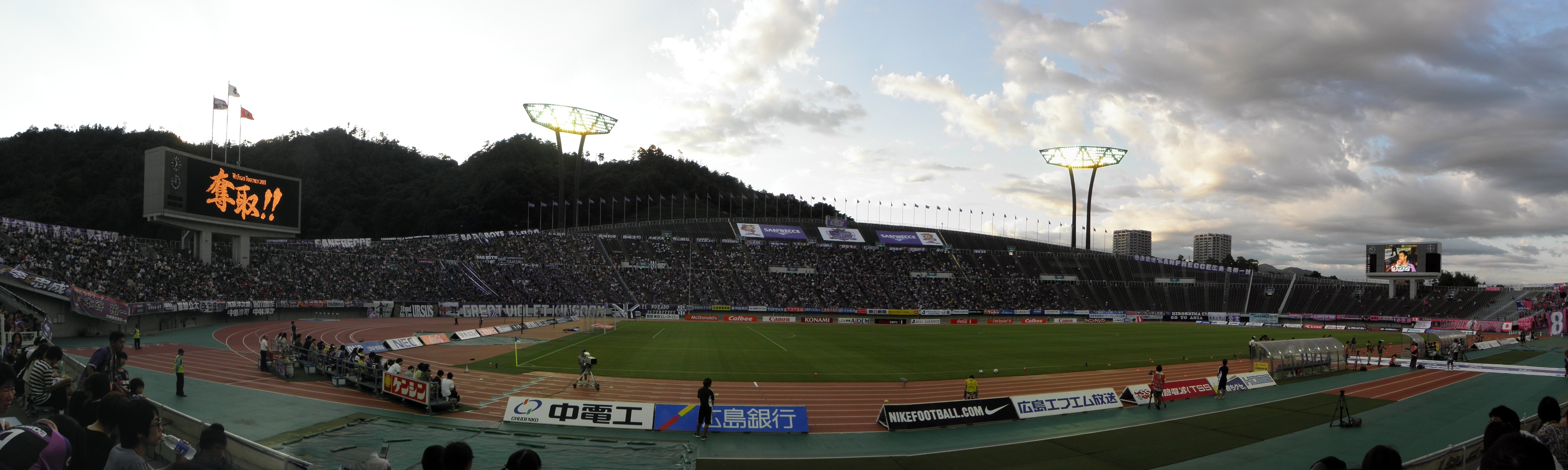
陸上競技場における仮設フィールドシート使用例（左下コーナー付近）

日本では野球場以外でも、Jリーグの試合が行われる競技場においてフィールドシートに類する客席を設置する場合がある。
ノエビアスタジアム神戸ではグラウンド上に特設応援席を設置している。ヤンマースタジアム長居・長居球技場（金鳥スタジアム）、万博記念競技場でも「芝かぶり席」として設置。
2009年（平成21年）からは京都市西京極総合運動公園陸上競技場兼球技場（エキサイティングシート）、NDソフトスタジアム山形・広島ビッグアーチ（芝かぶり席）、東京ヴェルディ1969主催時の味の素スタジアムにも設置されている。
ラグビー場では、東大阪市花園ラグビー場にも設置している。
ノエスタ神戸・金鳥スタジアム・花園ラグビー場以外は全て陸上競技場であるためトラック上またはその脇あたりに設置されており、陸上競技で使用する場合には邪魔になるため可搬式の仮設構造となっている。また、構造上観客をフィールド上に入れることになるためヒールやスパイクの禁止や試合時間中に入退場できない（トイレは前後半の間に行くよう指示される）など一般の観客席にはない種々の制限がある。